# ぶちぬきFRIDAY
ぶちぬきFRIDAY（ぶちぬきふらいでー）は、高知放送で放送中ワイド番組である。

## 概要
毎週、対決テーマを決め視聴者からの投票により勝敗を決める。視聴者からのリクエスト曲は、ビンゴにて決める。奇数がでれば樺山夏帆、偶数がでれば高橋龍介あてに寄せられたものをチョイスする。2021年で10年目を迎えている。高知放送が運営をするアプリと連動しアプリから投稿が行える。
2021年
7月16日　視聴者からの投稿総数が過去最多を更新（654通）。
7月23日　視聴者からの投稿総数が過去最多を更新（877通）。
2022年
3月11日　放送が100回を達成。
4月29日　通算放送回数が500回を達成。

## パーソナリティ

### 現在のパーソナリティ
- 樺山夏帆
- 高橋龍介

### 過去のパーソナリティ
- 井上琢己（高橋龍介に交代）
- 石田佳世（樺山夏帆に交代）

## 放送時間
金曜日　7時45分〜8時、8時20分～11時25分、午後１時30分～4時30分